# ويليس ريتشي
ويليس ريتشي (بالإنجليزية: Willis Ritchie)‏ هو مهندس معماري أمريكي، ولد في 14 يوليو 1864، وتوفي في 17 يناير 1931.